# Лукка (мыза)
Мы́за Лу́кка (эст. Lukka, нем. Lucca) — бывшая полумыза, находившаяся на севере Эстонии в волости Харку уезда Харьюмаа.

## История мызы
Мыза была основана в XIX веке. Фактически мыза являлась дачей, находящейся поблизости от Таллина, которая получила статус полумызы.

## Современное состояние
Никаких строений полумызы не сохранилось. В настоящее время занимаемая ранее мызой территория разбита на множество участков под жилую застройку в деревне Тискре.

## Приход
Согласно историческому административному делению мыза Лукка относилась к приходу Кейла.